# Blaesoxipha shelkovnikovi
Blaesoxipha shelkovnikovi är en tvåvingeart som beskrevs av Boris Borisovitsch Rohdendorf 1937. Blaesoxipha shelkovnikovi ingår i släktet Blaesoxipha och familjen köttflugor.
Artens utbredningsområde är Armenien. Inga underarter finns listade i Catalogue of Life.